# توم کول
توم کول (به انگلیسی: Tom Cole) نمایندهٔ حوزه انتخابیه چهارم اکلاهما از حزب جمهوری‌خواه ایالات متحده آمریکا در مجلس نمایندگان ایالات متحده آمریکا است که برای نخستین‌بار در ۱۰ ژانویه ۲۰۰۳ میلادی به‌عضویت این مجلس درآمد.